# Pembangkit Listrik Tenaga Air Saguling
Pembangkit Listrik Tenaga Air Saguling är ett vattenkraftverk i Indonesien.   Det ligger i provinsen Jawa Barat, i den västra delen av landet, 90 km sydost om huvudstaden Jakarta. Pembangkit Listrik Tenaga Air Saguling ligger 265 meter över havet.
Terrängen runt Pembangkit Listrik Tenaga Air Saguling är varierad. Pembangkit Listrik Tenaga Air Saguling ligger nere i en dal. Runt Pembangkit Listrik Tenaga Air Saguling är det mycket tätbefolkat, med 1 177 invånare per kvadratkilometer. Närmaste större samhälle är Ciranjang-hilir, 11,4 km väster om Pembangkit Listrik Tenaga Air Saguling. Trakten runt Pembangkit Listrik Tenaga Air Saguling består huvudsakligen av våtmarker.